# Etelä-Vantaan Urheilijat
Etelä-Vantaan Urheilijat (kurz EVU, deutsch Athletenverband Vantaa Süd) ist ein finnischer Eishockeyverein aus Vantaa, der im Jahr 1969 gegründet wurde und dessen Männermannschaft in der II-divisioona spielt. Ihre Heimspiele absolviert die Mannschaft in der Myyrmäen jäähalli. Besonders bekannt ist der Verein für seine Frauenmannschaft, die in den 1980er zu den Spitzenmannschaften im finnischen Fraueneishockey gehörte und 1989 die finnische Meisterschaft gewann.

## Geschichte
Der EVU wurde 1969 gegründet und konzentriert sich heute auf die Förderung des Eishockeynachwuchses, der aus etwa 700 Kindern und Jugendlichen besteht. 
Besondere nationale Bekanntheit erlangte die Frauenmannschaft von EVU, die 1983 zu den Gründungsmannschaften der Naisten SM-sarja, der höchsten Spielklasse im finnischen Fraueneishockey, gehörte. In den folgenden Jahren belegte das Frauenteam regelmäßig den zweiten Platz hinter Mannschaften wie HJK Helsinki oder Ilves Tampere, ehe 1989 erstmalig der Gewinn der finnischen Meisterschaft gelang. 1990 gelang noch einmal der Gewinn der Silbermedaille, ehe sich das Team in die zweitklassige I-divisioona zurückzog. Dieser Spielklasse gehörte das Frauenteam zwischen 1990 und 1993 sowie zwischen 2002 und 2008 an. Anschließend wurde das Team aufgelöst.

## Bekannte Spielerinnen
- Riikka Sallinen
- Katri-Helena Luomajoki
- Liisa Karikoski